# Xifengita
La xifengita és un mineral de la classe dels elements natius. Va ser descoberta l'any 1983 al meteorit Yanshan, a Chengde (Xina). Rep el seu nom de "Xifengkou", un passatge oriental de la Gran Muralla, on es troba la localitat tipus.

## Característiques
La xifengita és un silicur amb fórmula Fe₅Si₃. Cristal·litza en el sistema hexagonal i la seva duresa a l'escala de Mohs és de 5. És l'anàleg amb ferro de la mavlyanovita, i va ser aprovada com a nova espècie per l'Associació Mineralògica Internacional i la CNMMN l'any 1983.
Segons la classificació de Nickel-Strunz, la xifengita pertany a «01.BB - Silicurs» juntament amb els següents minerals: zangboita, suessita, mavlyanovita, perryita, fersilicita, naquita, ferdisilicita, linzhiita, luobusaita, gupeiita i hapkeita.

## Formació i jaciments
Es troba envoltada de minerals de níquel-ferro i els seus productes d'oxidació, pel que sembla d'origen extraterrestre, en plaers. A banda de a la seva localitat tipus, establida a Yanshan, a la prefectura de Chengde (Hebei, República Popular de la Xina), on es va trobar el meteorit Yanshan, també se n'ha trobat a Longquan (Prefectura de Lishui, Zhejiang, Xina), al riu Is (Isovsky, Rússia) i a l'oceà Pacífic.	